# Copiocera
Copiocera is een geslacht van rechtvleugeligen uit de familie veldsprinkhanen (Acrididae). De wetenschappelijke naam van dit geslacht is voor het eerst geldig gepubliceerd in 1838 door Burmeister.

## Soorten
Het geslacht Copiocera omvat de volgende soorten:
- Copiocera austera Gerstaecker, 1889
- Copiocera boliviana Bruner, 1922
- Copiocera cyanoptera Descamps, 1978
- Copiocera erythrogastra Perty, 1832
- Copiocera haemotonota Burmeister, 1838
- Copiocera harroweri Hebard, 1924
- Copiocera laeta Gerstaecker, 1889
- Copiocera lepida Gerstaecker, 1889
- Copiocera matana Descamps, 1984
- Copiocera nigricans Walker, 1870
- Copiocera portentosa Descamps & Amédégnato, 1970
- Copiocera prasina Rehn, 1916
- Copiocera rubricrus Descamps, 1984
- Copiocera rubriventris Descamps, 1984
- Copiocera sinopensis Descamps, 1984
- Copiocera specularis Gerstaecker, 1889
- Copiocera surinamensis Rehn, 1913